# Evangelische Kirche Wickede

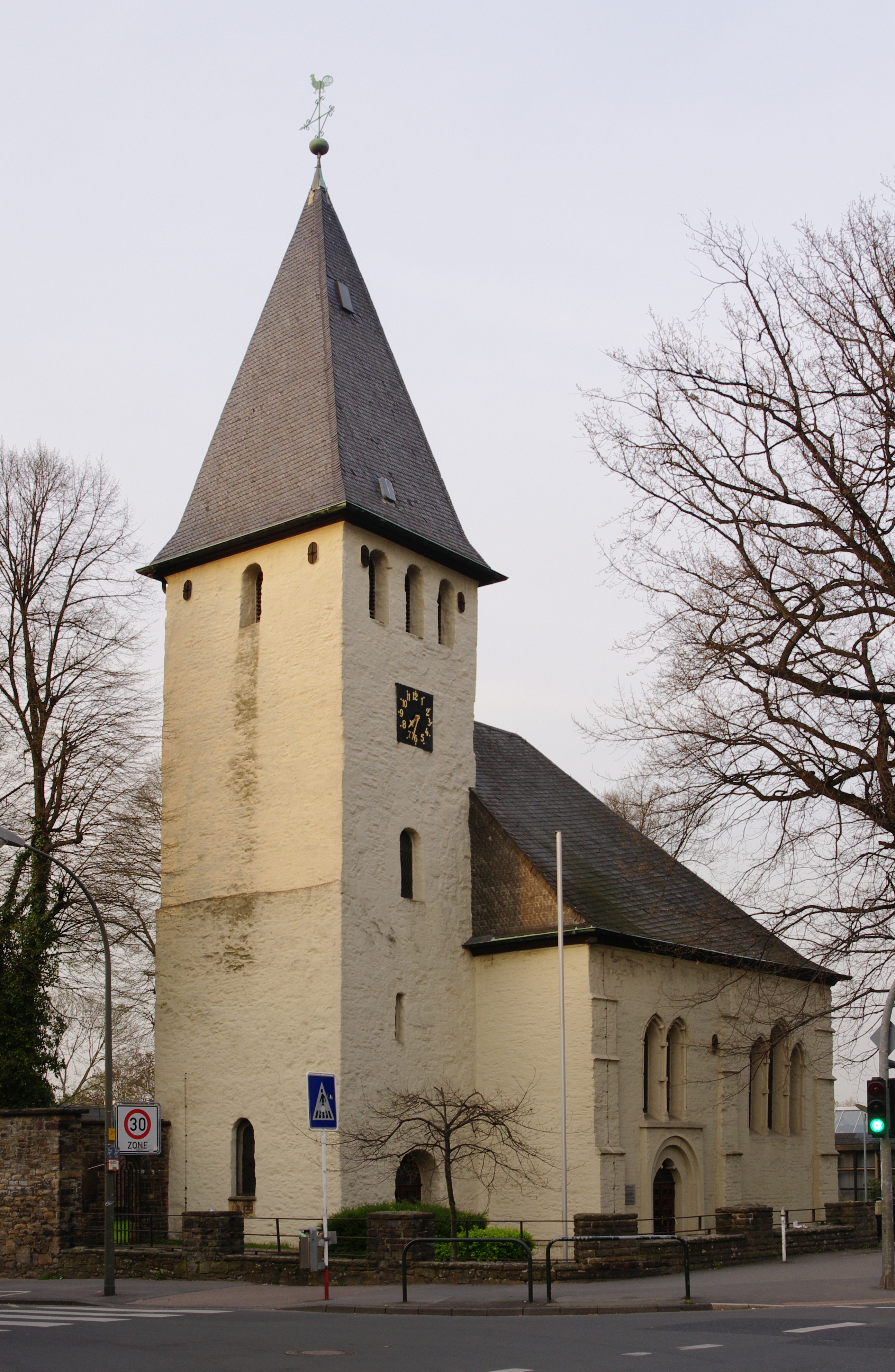
Evangelische Johannes-Kirche in Wickede

Die evangelische Johannes-Kirche ist ein denkmalgeschütztes Kirchengebäude am Wickeder Hellweg 80, in Dortmund-Wickede, einem Stadtteil von Dortmund in Nordrhein-Westfalen.

## Geschichte

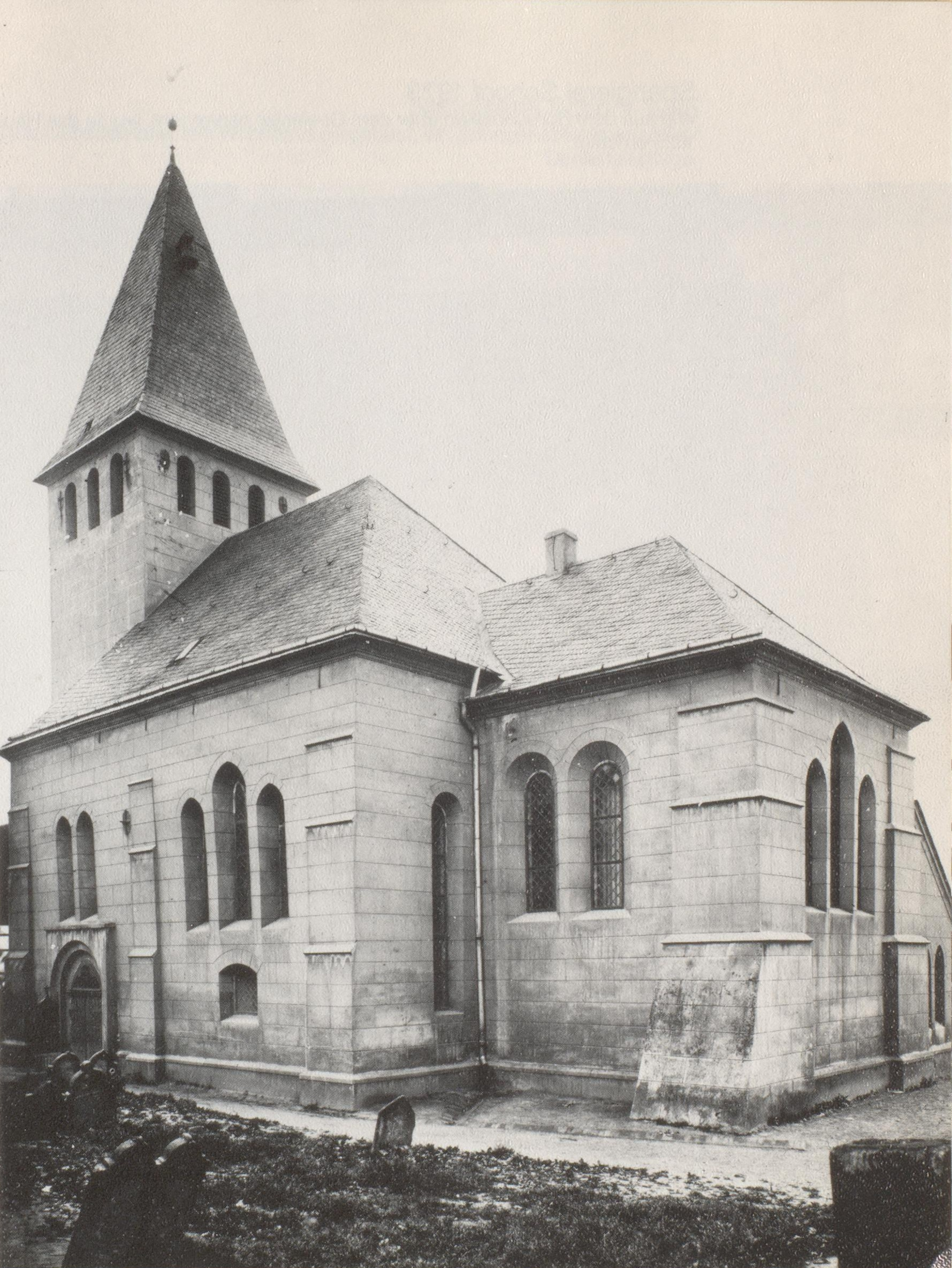
Kirche um 1890 von Süd-Osten

Die Kirche unterstand ursprünglich dem Patrozinium des hl. Johannes d. T. Die spätromanische Hallenkirche zu zwei Jochen, mit einem geraden Chor und einem Westturm wurde im zweiten Viertel oder in der Mitte des 13. Jahrhunderts errichtet. Ein neuer, niedriger Turmhelm wurde nach 1773 aufgesetzt. Der Quergiebel des Langhauses und der Chorgiebel wurden 1803 für neue Walmdächer abgetragen. Das Gebäude wurde 1961 und 1971 umfangreich renoviert.

## Architektur

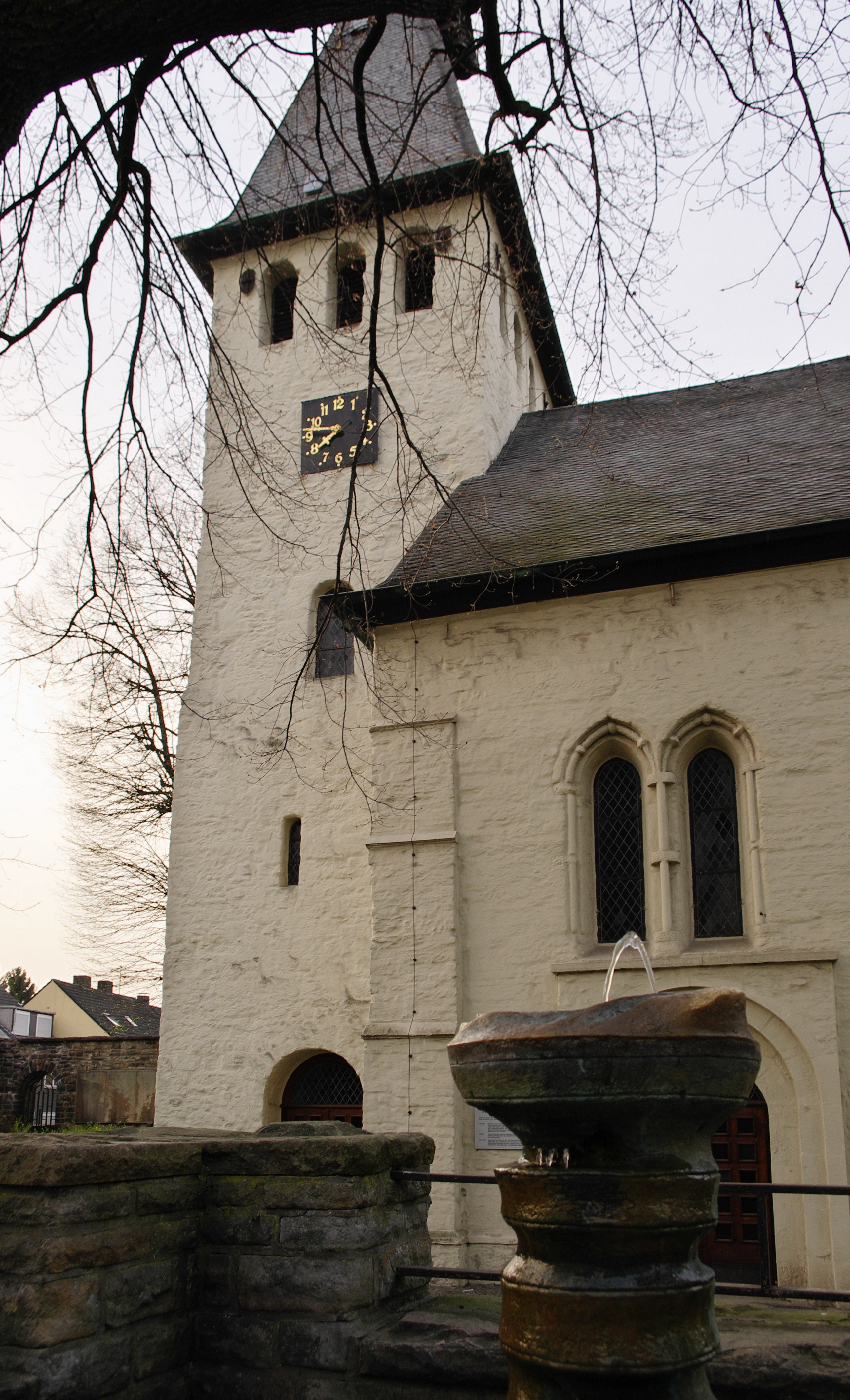
Ansicht mit Brunnen

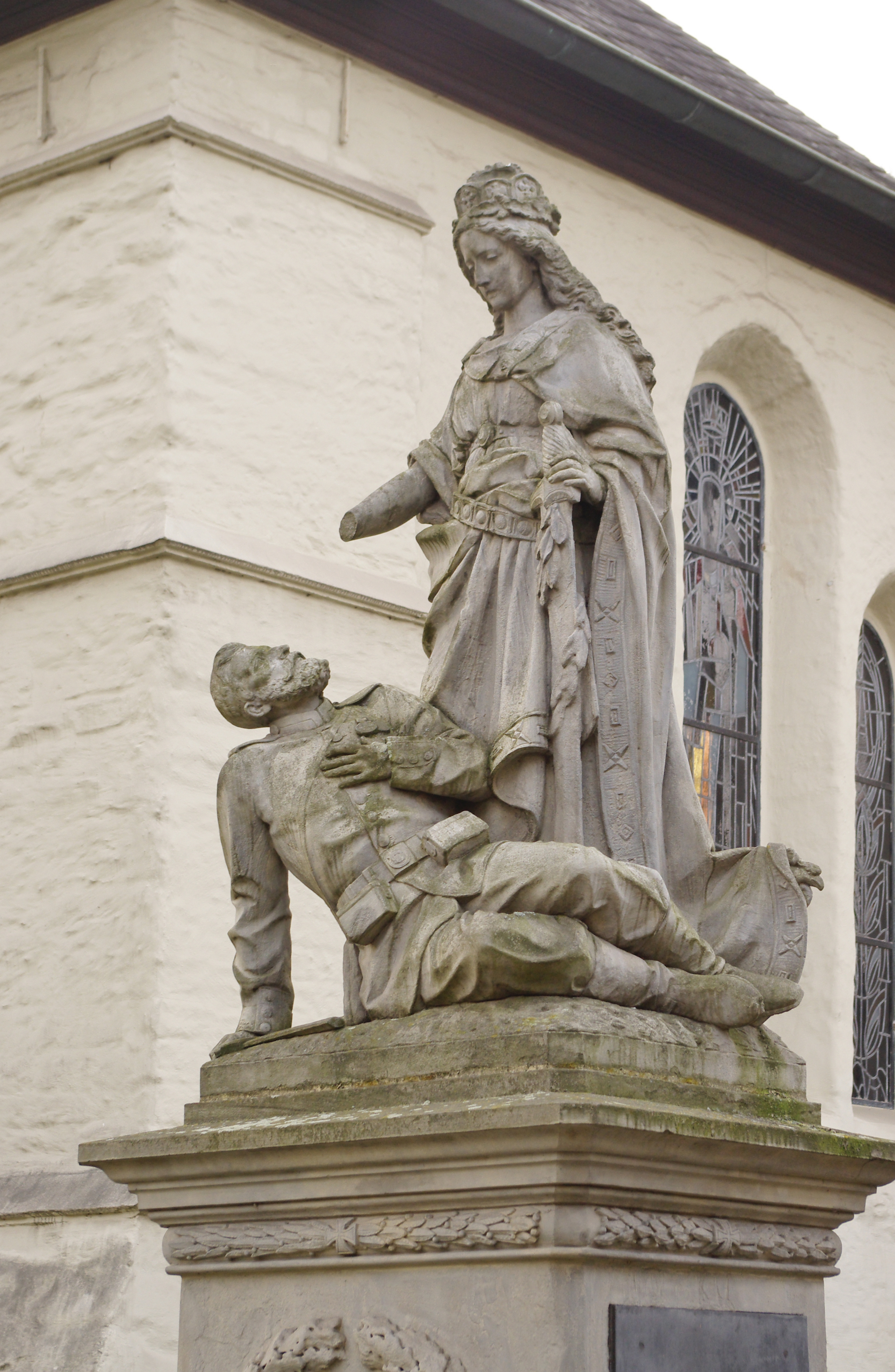
Kriegerdenkmal vor der Kirche

Die Bruchsteinwände des Außenbaus sind geschlämmt, die Wände des Chores und des Langhauses sind durch gestufte Strebepfeiler gegliedert. Das südliche Portal ist in eine gestufte Vorlage eingelassen. Die Fenster sind rund oder auch leicht spitzbogig. Zur Bereicherung der straßenseitigen Front sind die Fenster von Rundstäben mit Wirteln eingefasst. Im Inneren des Langhauses ruhen kuppelige Gewölbe mit Ansätzen von Graten auf kreuzförmigen Pfeilern mit runden Eckdiensten. Der Chor ist reich gegliedert, die Vorlagen tragen Rippen.
Das Glockengeläut im Kirchturm besteht aus drei Eisenhartgussglocken, die in e′, g′ und a′ erklingen und 1920 von Ulrich & Weule gegossen wurden. In der Dachgaube auf der Ostseite des Turmes hängen seit 2013 zwei neue bronzene Uhrschlagglocken von Petit & Edelbrock.
Vor der Kirche stehen ein Kriegerdenkmal und ein Trinkbrunnen.

## Evangelisches Begegnungszentrum
Unmittelbar östlich der Kirche befindet sich das im Jahr 1980 eingeweihte Begegnungszentrum der Gemeinde, in welchem sich mehrere Versammlungsräume sowie die Räumlichkeiten der Gemeindeverwaltung befinden.  